# Fries jacht

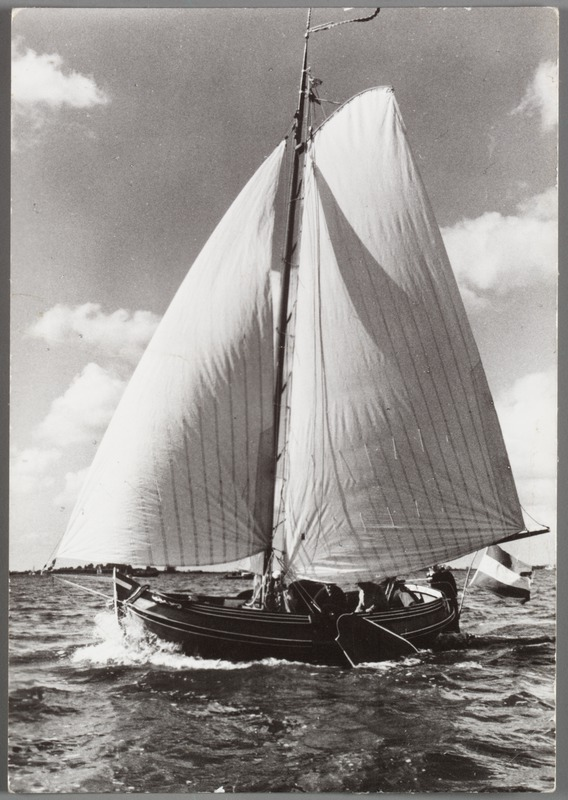
Fries jacht Hiltje, collectie Zuiderzeemuseum

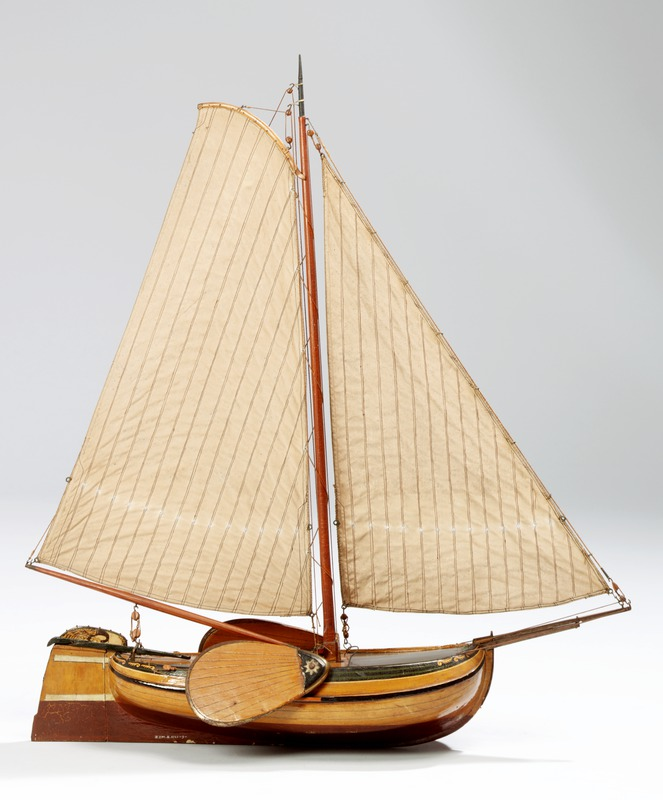
Model van een Fries jacht, collectie Zuiderzeemuseum

Het Friese jacht is als scheepstype waarschijnlijk pas halverwege de 19e eeuw ontstaan als een variant van de Friese ronde schepen. De Friese jachten worden tot de fraaiste schepen op de Friese wateren gerekend.
Dankzij de geringe diepgang waren zij bij uitstek geschikt voor het zeilen op ondiepe meren. De bekende scheepsbouwer Eeltje Holtrop van der Zee (1823-1901) zou als eerste een dergelijk schip als plezierjacht hebben gebouwd. Het type heeft kenmerken van zowel de boeier als de tjotter. Een kajuit ontbreekt, het jacht heeft wel berghouten en een smal roer.
De eigenaren van deze schepen ontmoetten elkaar vaak bij wedstrijden in Grouw, Sneek en andere bekende watersportplaatsen. Daar kon gerekend worden op grote belangstelling. Veel schepen hadden grote zeilen en extra hoge masten om sneller te kunnen zeilen.
In de collectie van het Zuiderzeemuseum bevindt zich een Fries jacht gebouwd door Ids van der Werf uit Britswerd in 1919.